# Ullanlinna
Ullanlinna (schwed. Ulrikasborg) ist ein Teilgebiet (finn. osa-alue) und ein Stadtteil (kaupunginosa) mit ca. 10.000 Einwohnern der finnischen Hauptstadt Helsinki. Er liegt zwischen den Teilgebieten/Stadtteilen Eira und Kaivopuisto am südlichen Ende der Halbinsel, auf der sich das Zentrum Helsinkis befindet. Alle drei Gegenden zählen zu den angesehensten und teuersten Wohnlagen der Stadt. Außer dem Teilgebiet Ullanlinna und dem Stadtteil Ullanlinna, deren Grenzen deckungsgleich sind, gibt es auch einen Stadtbezirk (peruspiiri) gleichen Namens, der die Teilgebiete Ullanlinna, Eira, Kaivopuisto, Punavuori, Kaartinkaupunki, Suomenlinna, Munkkisaari und Länsisaaret umfasst und somit auf ca. 22.300 Einwohner kommt.
Der Name Ullanlinna, den man mit „Ulrikenburg“ ins Deutsche übertragen könnte, geht auf unverwirklicht gebliebene Befestigungspläne aus dem 18. Jahrhundert zurück. Damals wurde vor der Küste Helsinkis die Inselfestung Suomenlinna gebaut, zu deren Verstärkung auch auf dem Festland einige Befestigungsanlagen errichtet werden sollten. Der Name Ulrika bzw. Ulla verweist auf die schwedische Königin Ulrike Eleonore (1688–1741).
Bis ins 19. Jahrhundert lag das Gebiet noch außerhalb der Stadt. Es befanden sich dort u. a. Ferienhäuser von wohlhabenden Helsinkiern. Im späten 19. Jahrhundert wurde das Gebiet zunächst mit niedrigen Holzhäusern bebaut. Die jetzige Bausubstanz entstammt größtenteils der Zeit der Jahrhundertwende und des frühen 20. Jahrhunderts und ist zumeist dem Jugendstil zuzuordnen. Eine zweite für das heutige Stadtbild markante Bauphase waren die 1960er Jahre. Damals wurden die meisten der – recht wenigen – bis dahin übriggebliebenen Holzhäuser durch moderne Bauten ersetzt.
In Ullanlinna befinden sich die Botschaften vieler Länder. Besonders repräsentativ ist das Gebäude der russischen Botschaft in der Tehtaankatu. Weitere nennenswerte Bauwerke sind die neugotische Johanniskirche (Johanneksenkirkko, 1891), die St.-Heinrichs-Kathedrale (Pyhän Henrikin katedraali, die Hauptkathedrale der römisch-katholischen Kirche Finnlands, 1860), und das vom Architekten Lars Sonck geplante Krankenhaus von Eira (Eiran sairaala, 1905).
Zu Ullanlinna gehört auch der Tähtitorninmäki, ein kleiner Hügel, auf dem sich ein Park und ein von Carl Ludwig Engel geplantes Observatorium befindet. Er ist nicht zu verwechseln mit dem Hügel Ullanlinnanmäki, der trotz seines Namens nicht zum Stadtteil Ullanlinna, sondern zu Kaivopuisto gehört und ebenfalls ein altes Observatorium beherbergt.

## Galerie

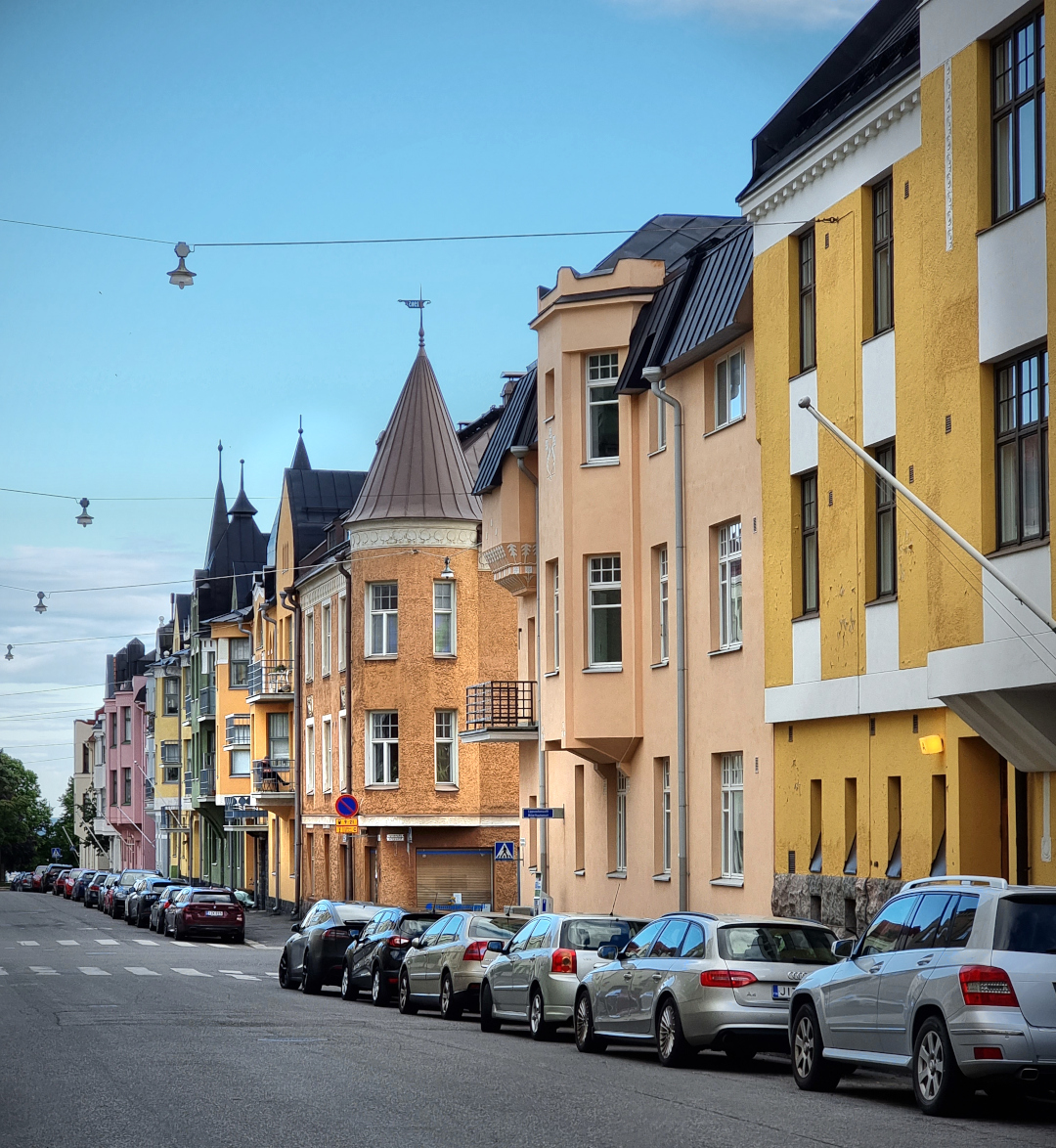
Eine Straße in Ullanlinna (Huvilakatu)
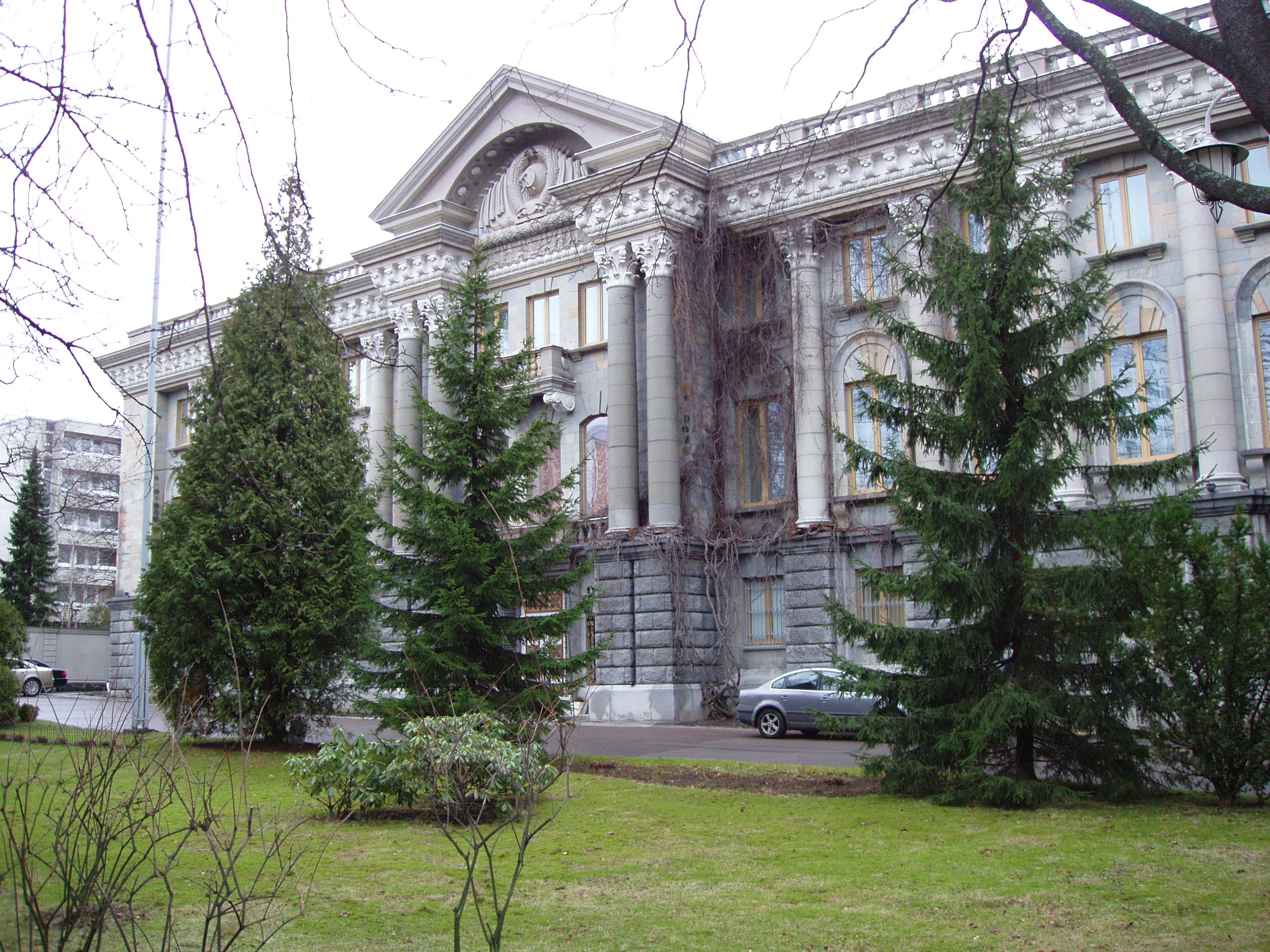
Die russische Botschaft
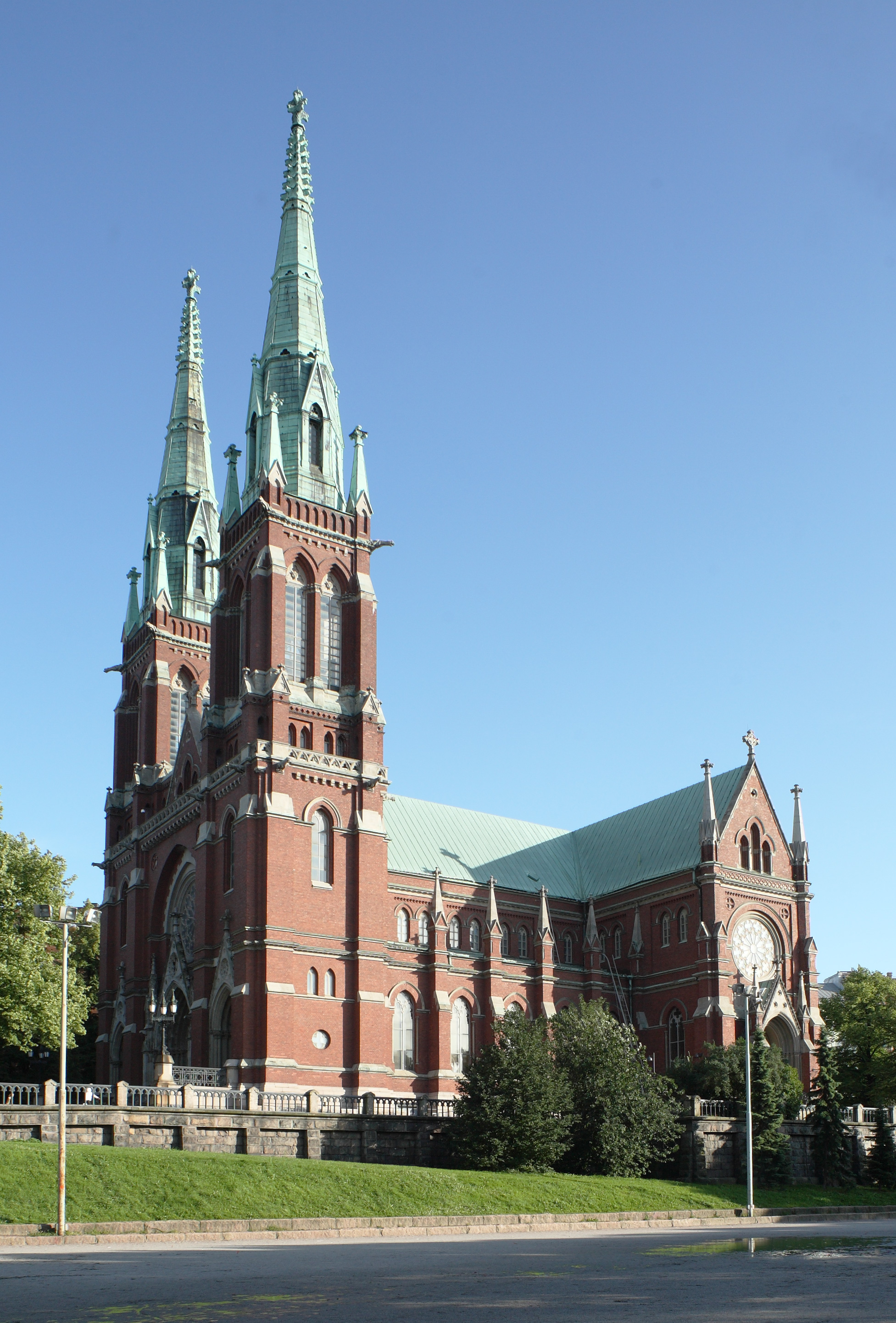
Die Johanniskirche
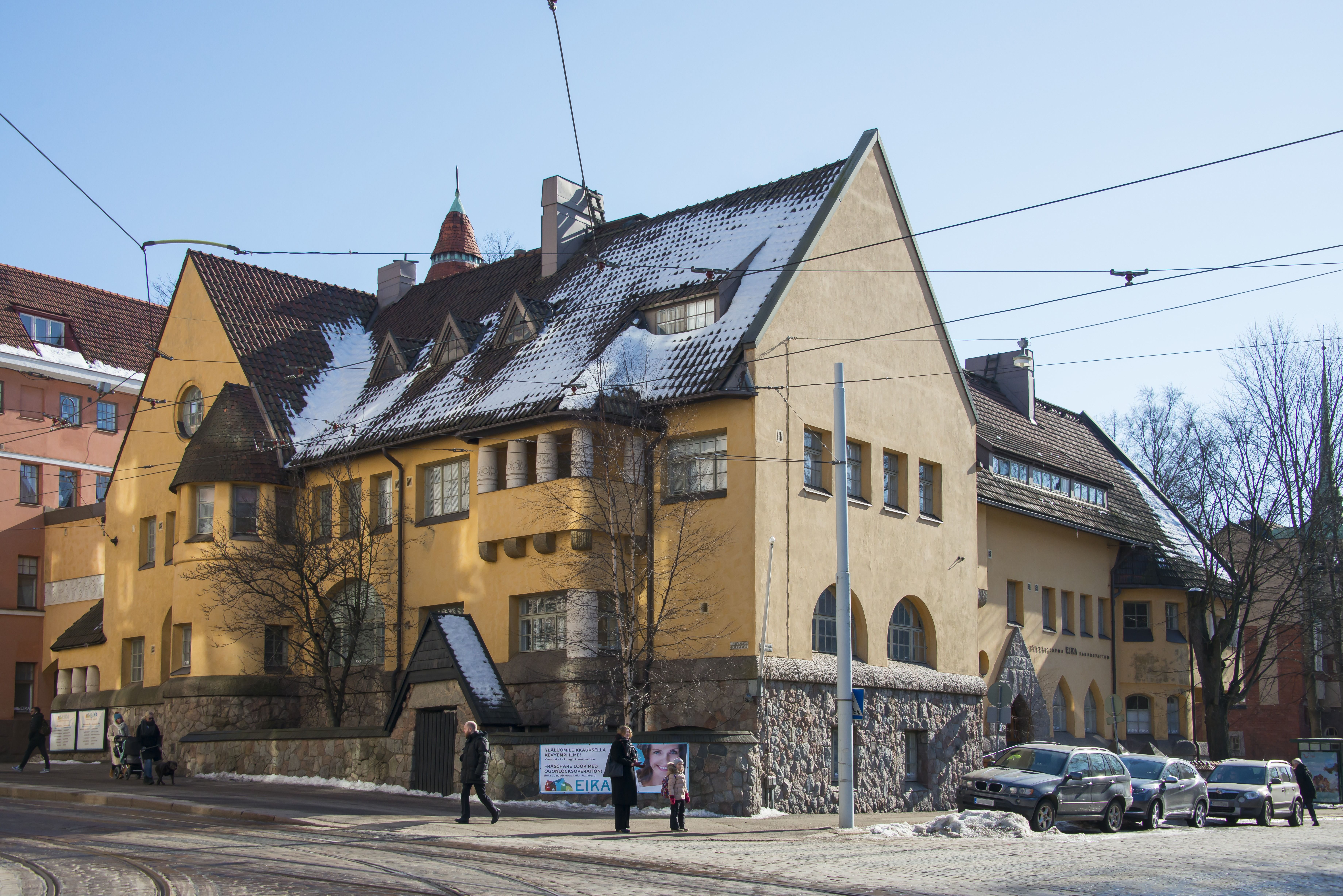
Das Krankenhaus von Eira
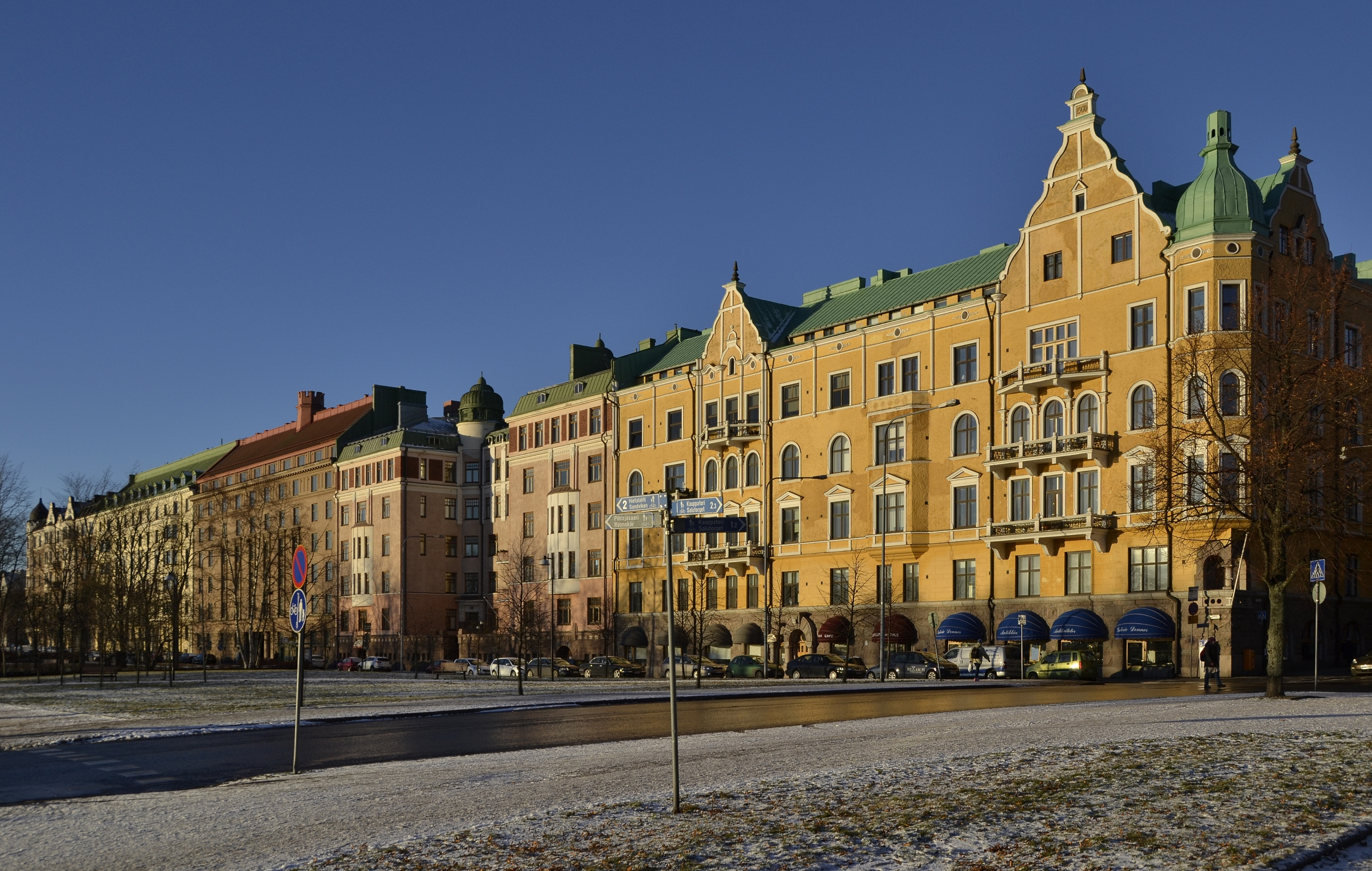
Jugendstil-Fassaden in der Uferstraße Merikatu im Süden des Stadtteils